# Transport przez błony biologiczne
Transport przez błony biologiczne – wymiana dwukierunkowa substancji pomiędzy otoczeniem i komórką.

## Budowa błony biologicznej[1]
Błona biologiczna zbudowana jest z dwuwarstwy (biwarstwy), złożonej głównie z fosfolipidów. Mają one charakter amfipatyczny, co oznacza, że posiadają zarówno część hydrofilową (hydrofilną), jak i hydrofobową. W środowisku wodnym (takim jak w komórce), części hydrofobowe ("ogonki") są zwrócone do wewnątrz dwuwarstwy, natomiast części hydrofilne ("główki") zwracając się do wewnątrz komórki (do ICF) lub na zewnątrz (do ECF/ISF).
Poza fosfolipidami w skład błony biologicznej wchodzą:
- cholesterol
- białka błonowe:
  - peryferyjne
  - transbłonowe (penetrujące)
  - kanały jonowe
- sacharydy związane z lipidami lub białkami (w tym tworzące glikokaliks).

## Podział transportu małocząsteczkowej substancji rozpuszczonej przez błony biologiczne
| Typ transportu              | Aktywność/Pasywność | Zaangażowanie białek błonowych | Uzależnienie od gradientu (najczęściej) jonów Na+ |
| --------------------------- | ------------------- | ------------------------------ | ------------------------------------------------- |
| Dyfuzja prosta              | Pasywny             | Nie                            | Nie                                               |
| Dyfuzja ułatwiona           | Pasywny             | Tak                            | Nie                                               |
| Transport aktywny pierwotny | Aktywny             | Tak                            | Nie                                               |
| Transport aktywny wtórny    | Wtórnie aktywny     | Tak                            | Tak                                               |

Dyfuzja prosta - ulegające substancjom małym (np. wodzie) swobodne przechodzenie przez błonę biologiczną na zasadzie fizycznego zjawiska dyfuzji.
Dyfuzja ułatwiona - transport substancji zgodnie z gradientem stężeń, przy użyciu białek błonowych. Przykładem takiego kanału może być transport D-glukozy do środka komórki mięśnia szkieletowego, lub adipocytu (komórki tłuszczowej) przez białko GLUT4.
Transport aktywny pierwotny - transport substancji przez błonę biologiczną, niezgodny z gradientem (różnicą) stężeń, w który zaangażowane jest białko błonowe i który wymaga zużycia energii, zgromadzonej najczęściej w ATP, np. pompa sodowo-potasowa
Transport aktywny wtórny - transport substancji przez błonę biologiczną, będący uzależnionym od przebiegu transportu (najczęściej) jonów Na+ które przebiegają zgodnie z gradientem stężeń, jednocześnie dostarczając energii, która jest pożytkowana na transport aktywny innej substancji przeciwnie do jej gradientu stężeń. W zależności od względnego kierunku tych dwóch transportów względem siebie wyróżnia się symport (gdy obie substancje przechodzą z tej samej strony błony na tę samą, np. transport glukozy i jonów sodu w komórkach nabłonkowych) oraz antyport (gdy zwroty transportu poszczególnych substancji są przeciwne, np. pompa sodowo-wapniowa w błonach mięśni szkieletowych).

## Osmoza
Osmozą nazywamy transport przez błonę biologiczną nie substancji rozpuszczonej w danej składowej TBW, ale rozpuszczalnika - wody. Zachodzi ona przeciwnie do gradientu stężeń substancji rozpuszczonej. Osmoza zachodzi równocześnie ze zjawiskiem dyfuzji, chyba że substancja rozpuszczona jest nieprzepuszczalna przez błonę półprzepuszczalną (w tym błonę biologiczną) - wtedy zachodzi wyłącznie osmoza.

### Osmolarność
Aby określić sumaryczny kierunek transportu wody przez błonę komórkową stosuje się pojęcie osmolarności. Jest to wartość fizyczna, określająca sumaryczną ilość rozpuszczonych substancji w danym roztworze. Przelicza się ją w sposób następujący: jeżeli roztwór posiada osmolarność 1 Osm, to oznacza że stężenie wszystkich rozpuszczonych w nim substancji w sumie daje 1 mol/L. W przypadku elektrolitów stężenie przed sumowaniem mnoży się przez ilość substancji elektrycznie nieobojętnych, na jakie elektrolit dysocjuje. Dla przykładu roztwór chlorku sodu (NaCl) o stężeniu molowym 1 mol/L posiada osmolarność 2 Osm, bo dysocjuje on na dwa jony - kation sodowy i anion chlorkowy.
Woda przepływa przez błonę biologiczną w kierunku z miejsca o niższej osmolarności do miejsca o wyższej osmolarności.
W przypadku, w którym dwa roztwory po obu stronach błony biologicznej posiadają równą sobie osmolarność, mówimy, że oba są izoosmotyczne. Natomiast gdy ich osmolarność jest różna, to roztwór z wyższą osmolarnością nazywamy hiperosmotycznym, a roztwór z niższą osmolarnością - hipoosmotycznym.

### Ciśnienie osmotyczne
Ciśnienie osmotyczne jest to ciśnienie, jakim należy zadziałać na błonę biologiczną od strony roztworu o niższej osmolarności, aby proces osmozy został zahamowany.

## Transport makrocząsteczek

### Endocytoza
Mianem endocytozy określa się szczególny rodzaj transportu substancji ze środowiska zewnętrznego do komórki, który polega na tym, że pobierana substancja nie przechodzi przez błonę komórkową, lecz przemieszcza się razem z fragmentem tej błony w postaci pęcherzyka.
Endocytoza obejmuje dwa procesy: fagocytozę i pinocytozę.

### Fagocytoza
Fagocytoza zachodzi wtedy, kiedy większe fragmenty obcych komórek lub mikroorganizmy zostają otoczone błoną komórkową i są wciągane do wnętrza komórki, gdzie tworzą wakuole. Z kolei do tych wakuoli otwierają się lizosomy zawierające enzymy. Dzięki nim sfagocytowane fragmenty ulegają strawieniu w obrębie wakuoli i zostają uwolnione do cytoplazmy, w której mogą pozostać w postaci ciał resztkowych.
Fagocytozę, ze względu na rozmiar cząsteczek i ich nierozpuszczalność w płynach fizjologicznych wchłanianych cząsteczek, nazywa się "jedzeniem komórkowym".

### Pinocytoza
Pinocytoza jest procesem podobnym do fagocytozy z tą różnicą, że dotyczy cząsteczek związków chemicznych, które przyczepiają się do zewnętrznej powierzchni błony komórkowej. W tym miejscu błona ulega zagłębieniu aż do wytworzenia się wakuoli. Następnie cząsteczki te są trawione przez enzymy zawarte w lizosomach, a produkty końcowe hydrolizy przechodzą do cytoplazmy.
Pinocytoza, ze względu na rozmiar i rozpuszczalność w płynach fizjologicznych wchłanianych substancji, nazywa się "piciem komórkowym".

### Egzocytoza
Egzocytozą określa się wyprowadzenie hydrofilnych substancji (najczęściej dotyczy to produktów wydzielniczych) zawartych w pęcherzykach z wnętrza komórki na zewnątrz. W procesie tym pęcherzyki z zawartością przeznaczoną do wydzielenia transportowane są od siateczki, przez aparat Golgiego w stronę obszaru wydzielniczego (sekretorycznego) błony komórkowej. Po fuzji pęcherzyków z błoną komórkową następuje uwolnienie zawartości pęcherzyka do przestrzeni międzykomórkowej.
Egzocytoza może przebiegać w dwojaki sposób - jako egzocytoza konstytutywna lub jako egzocytoza regulowana.

### Egzocytoza konstytutywna
Egzocytoza konstytutywna polega na transporcie wydzieliny do powierzchni błony komórkowej w sposób ciągły, niezależny od bodźców działających na komórkę. Transport dokonuje się w postaci pęcherzyków o małych rozmiarach, które zdążają do błony komórkowej natychmiast po wypączkowaniu z bieguna trans diktiosomu (patrz: aparat Golgiego).

### Egzocytoza regulowana
Egzocytoza regulowana polega na wyrzuceniu na zewnątrz zawartości zmagazynowanych w komórce ziarn wydzielniczych, w odpowiedzi na działający na komórkę sygnał zewnętrzny (hormon, neuroprzekaźnik, przeciwciało i in.). Bezpośredni, wewnątrzkomórkowy sygnał dla tego typu egzocytozy stanowi zwykle lokalny wzrost stężenia dwukationów wapniowych.

### Wydzielanie substancji hydrofobowych
Substancje hydrofobowe, niezależnie od swoich rozmiarów, są w stanie swobodnie dyfundować przez błonę komórkową. Mechanizmowi takiemu ulegają m.in. cholesterol, czy steroidy.

## Polaryzacja błony biologicznej

### Potencjał spoczynkowy
Pomiędzy wnętrzem komórek pobudliwych (ang. excitable cells), a płynem zewnątrzkomórkowym (ECF), występuje stale ujemny ładunek elektryczny, nazywany potencjałem spoczynkowym błony komórkowej. W komórkach nerwowych wynosi on od -60 mV do -80 mV, a w komórkach mięśniowych poprzecznie prążkowanych od -80 mV do -90 mV.
Istnienie potencjału spoczynkowego jest efektem występowania różnic stężeń jonów sodowych i potasowych, w mniejszym stopniu również chlorkowych (patrz tab. 2).
| Substancja rozpuszczona | ICF [mmol/L] | ECF [mmol/L] | Stosunek stężeń [wewn.]/[zewn.] |
| ----------------------- | ------------ | ------------ | ------------------------------- |
| Na+                     | 10           | 150          | 1:15                            |
| K+                      | 150          | 5            | 30:1                            |
| Ca2+                    | <0,001       | 2            | >1:2000                         |
| Mg2+                    | 10           | 1            | 10:1                            |
| Cl-                     | 6            | 110          | ok. 2:37                        |
| HCO3-                   | 10           | 27           | ok. 1:3                         |
| białka                  | 13           | 1            | 13:1                            |

Ponieważ błona komórkowa (wraz z wbudowanymi doń białkowymi kanałami jonowymi) nie jest jednakowo przepuszczalna dla wszystkich jonów (stosunek przepuszczalności dla jonów Na+:K+:Cl- wynosi 10:1:4), powstaje ładunek elektryczny, utrzymywany m.in. przez pompę sodowo-potasową.
Ładunek ten dla pojedynczego jonu oblicza się za pomocą równania Nersta, a dla kompleksu wielu jonów (jak przy układzie biologicznym) za pomocą równania Goldmana.

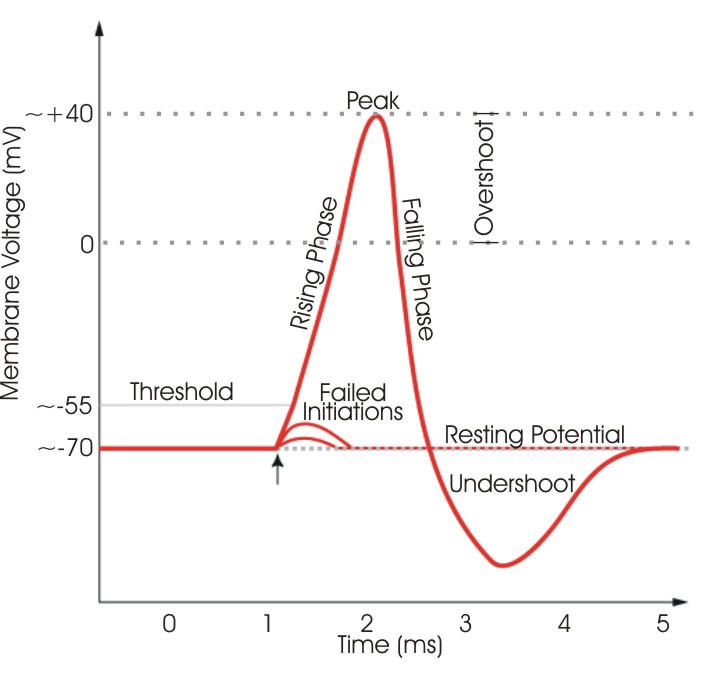
Wyk. 1 Powstanie potencjału czynnościowego w błonie komórki pobudliwej.

### Transport jonów podczas potencjału czynnościowego
Zobacz również: potencjał czynnościowy
W utworzeniu potencjału czynnościowego komórki pobudliwej uczestniczą kanały jonowe bramkowane woltażowo (woltażowozależne, napięciowozależne). Od strony molekularnej, gdy błona komórki osiągnie wartość progową (threshold) następuje otwarcie kanałów sodowych bramkowanych napięciem, których otwarcie i lawinowy napływ jonów do wnętrza komórki powoduje wzrost napięcia do wartości nawet +40 mV (nadstrzał/overshoot). W momencie osiągnięcia tego pułapu maksymalnego dochodzi do otwarcia bramkowanych napięciowo kanałów potasowych, co powoduje wypływ z komórki do płynu zewnątrzkomórkowego jonów potasowych. To z kolei powoduje powrót potencjału błonowego do wartości spoczynkowej (repolaryzację) lub nawet jej przekroczenie w drugą stronę, do nawet -90 mV (hiperpolaryzacja). Wtedy kanały potasowe zamykają się a w wyniku działania m.in. pompy sodowo-potasowej potencjał błonowy powraca do poziomu ok. -70 mV (średni potencjał spoczynkowy dla komórki nerwowej).